# Kawata Kento
Kento Kawata (川田 拳登 Kawata Kento, sinh ngày tháng 7 9, 1997) là một cầu thủ bóng đá người Nhật Bản. Anh thi đấu cho Thespakusatsu Gunma.

## Sự nghiệp
Kento Kawata gia nhập câu lạc bộ tại J1 League Omiya Ardija năm 2016. Ngày 6 tháng 6 năm anh ra mắt ở J.League Cup (v Shonan Bellmare).